# Tour de San Luis 2009
La 3.ª edición del Tour de San Luis fue disputada entre el 19 y el 25 de enero de 2009.
A partir de esta edición la prueba ascendió a categoría 2.1 y se le sumaron 2 etapas más, siendo eliminado el prólogo que se venía disputando en los años anteriores. 
También se le agregó una llegada más en alto, al ya utilizado Mirador del Potrero en ese año se comenzó a tener por punto final de etapa el Mirador del Sol en las Sierras de Comechingones cercano a Merlo.
El vencedor fue el argentino Alfredo Lucero, quién basó su triunfo en la 2.ª etapa (al llegar 3.º en una escapada con más de 2 minutos de ventaja, junto a Lucas Sebastián Haedo y Magno Nazaret) y una buena contrarreloj ubicándose 13.º, perdiendo menos de un minuto con respecto a Jorge Giacinti vencedor de la etapa.
En la clasificación por equipos, la Selección de Argentina "A" fue la dominadora, mientras que las metas sprint y montaña fueron para Lucas Sebastián Haedo y Xavier Tondo respectivamente.

## Equipos participantes
Entre los equipos UCI ProTeam, Liquigas participó por primera vez, mientras que el Team Saxo Bank lo hizo por 2.ª (Team CSC en 2008) y el Fuji-Servetto lo hacía por 3.ª (Saunier Duval en 2007 y 2008)
| Equipos                                         | Categoría               |
| ----------------------------------------------- | ----------------------- |
| Team Saxo Bank                                  | UCI ProTeam             |
| Liquigas                                        | UCI ProTeam             |
| Fuji-Servetto                                   | UCI ProTeam             |
| Serramenti PVC Diquigiovanni-Androni Giocattoli | Profesional Continental |
| Andalucía-Cajasur                               | Profesional Continental |
| ISD-Neri                                        | Profesional Continental |
| Colavita-Sutter Home                            | Continental             |
| Bissell Pro Cycling Team                        | Continental             |
| Palmeiras Resort-Tavira                         | Continental             |
| Nutrixxion-Sparkasse                            | Continental             |
| Atlas-Romer's Hausbäckerei                      | Continental             |

| Selecciones      |
| ---------------- |
| Argentina "A"    |
| Argentina "B"    |
| Brasil           |
| Colombia         |
| Cuba             |
| Chile "A"        |
| Chile "B"        |
| México           |
| Uruguay          |
| Argentina Sub 23 |

## Etapas
| Etapa | Fecha       | Recorrido                                      | km         | Ganador               | Líder                 |
| 1.ª   | 19 de enero | San Luis-Villa Mercedes                        | 168,4      | Mattia Gavazzi        | Mattia Gavazzi        |
| 2.ª   | 20 de enero | San Luis-La Toma-Mirador del Potrero           | 174,4      | Lucas Sebastián Haedo | Lucas Sebastián Haedo |
| 3.ª   | 21 de enero | San Luis-San Luis                              | 19,8 (CRI) | Jorge Giacinti        | Alfredo Lucero        |
| 4.ª   | 22 de enero | San Luis-La Carolina                           | 159        | José Serpa            | Alfredo Lucero        |
| 5.ª   | 23 de enero | San Francisco del Monte de Oro-Mirador del Sol | 204,8      | Xavier Tondo          | Alfredo Lucero        |
| 6.ª   | 24 de enero | Circuito en Potrero de los Funes               | 121        | Luis Romero Amaran    | Alfredo Lucero        |
| 7.ª   | 25 de enero | San Luis-San Luis                              | 167,1      | Juan José Haedo       | Alfredo Lucero        |

## Clasificaciones finales

### Clasificación general
| Posición | Ciclista          | Equipo                                          | Tiempo      |
| -------- | ----------------- | ----------------------------------------------- | ----------- |
|          | Alfredo Lucero    | Selección de Argentina "A"                      | 24h 37' 52" |
| 2        | Jorge Giacinti    | Selección de Argentina "A"                      | + 1' 05"    |
| 3        | José Serpa        | Serramenti PVC Diquigiovanni-Androni Giocattoli | + 1' 31"    |
| 4        | Andriy Grivko     | ISD                                             | + 2' 22"    |
| 5        | Ivan Basso        | Liquigas                                        | + 2' 24"    |
| 6        | Luis Romero       | Colavita-Sutter Home                            | + 2' 25"    |
| 7        | Carlos José Ochoa | Serramenti PVC Diquigiovanni-Androni Giocattoli | + 2' 59"    |
| 8        | Ben Maynes        | Bissell Pro Cycling Team                        | + 2' 59"    |
| 9        | Ignacio Pereyra   | Selección de Argentina sub-23                   | + 3' 19"    |
| 10       | Jackson Rodríguez | Serramenti PVC Diquigiovanni-Androni Giocattoli | + 3' 34"    |
| 11       | David Blanco      | Palmeiras Resort-Tavira                         | + 3' 46"    |
| 12       | Alejandro Marque  | Palmeiras Resort-Tavira                         | + 3' 50"    |
| 13       | Renato Seabra     | Selección de Brasil                             | + 3' 52"    |
| 14       | Vincenzo Nibali   | Liquigas                                        | + 3' 53"    |
| 15       | Gustavo López     | Selección de Argentina sub-23                   | + 4' 28"    |
| 16       | Magno Nazaret     | Selección de Brasil                             | + 4' 48"    |
| 17       | Dirk Müller       | Nutrixxion-Sparkasse                            | + 4' 51"    |
| 18       | Gerardo Fernández | Selección de Argentina "A"                      | + 5' 20"    |
| 19       | Javier Ramírez    | Andalucía-Cajasur                               | + 5' 39"    |
| 20       | Tyler Wren        | Colavita-Sutter Home                            | + 6' 20"    |

### Clasificación de los sprints
| Posición | Ciclista              | Equipo                        | Puntos |
| -------- | --------------------- | ----------------------------- | ------ |
|          | Lucas Sebastián Haedo | Colavita-Sutter Home          | 13     |
| 2        | Eric Baumann          | Nutrixxion-Sparkasse          | 12     |
| 3        | Ben Maynes            | Bissell Pro Cycling Team      | 7      |
| 4        | Josué Moyano          | Selección de Argentina sub-23 | 5      |
| 5        | Antonio Cabrera       | Selección de Chile "B"        | 5      |

### Clasificación de la montaña
| Posición | Ciclista              | Equipo                                          | Puntos |
| -------- | --------------------- | ----------------------------------------------- | ------ |
|          | Xavier Tondo          | Andalucía-Cajasur                               | 17     |
| 2        | Lucas Sebastián Haedo | Colavita-Sutter Home                            | 14     |
| 3        | Magno Nazaret         | Selección de Brasil                             | 13     |
| 4        | José Serpa            | Serramenti PVC Diquigiovanni-Androni Giocattoli | 11     |
| 5        | Alfredo Lucero        | Selección de Argentina "A"                      | 9      |

### Clasificación por equipos
| Posición | Equipo                                          | Tiempo      |
| -------- | ----------------------------------------------- | ----------- |
|          | Selección de Argentina "A"                      | 74h 00' 14" |
| 2        | Serramenti PVC Diquigiovanni-Androni Giocattoli | + 1' 10"    |
| 3        | Palmeiras Resort-Tavira                         | + 4' 11"    |
| 4        | Liquigas                                        | + 6' 23"    |
| 5        | Selección de Argentina sub-23                   | + 7' 02"    |